# Central Hyde (Dakota del Sur)
Central Hyde es un territorio no organizado ubicado en el condado de Hyde en el estado estadounidense de Dakota del Sur. En el Censo de 2010 tenía una población de 402 habitantes y una densidad poblacional de 0,34 personas por km².

## Geografía
Central Hyde se encuentra ubicado en las coordenadas 44°27′43″N 99°29′32″O / 44.46194, -99.49222. Según la Oficina del Censo de los Estados Unidos, Central Hyde tiene una superficie total de 1192.85 km², de la cual 1189.29 km² corresponden a tierra firme y (0.3%) 3.55 km² es agua.

## Demografía
Según el censo de 2010, había 402 personas residiendo en Central Hyde. La densidad de población era de 0,34 hab./km². De los 402 habitantes, Central Hyde estaba compuesto por el 93.28% blancos, el 0.25% eran afroamericanos, el 1.49% eran amerindios, el 0.5% eran asiáticos, el 0.25% eran isleños del Pacífico, el 0% eran de otras razas y el 4.23% pertenecían a dos o más razas. Del total de la población el 0% eran hispanos o latinos de cualquier raza.